# Nikolas Ledgerwood
Nikolas William Ledgerwood (ur. 16 stycznia 1985 w Lethbridge) – kanadyjski piłkarz występujący na pozycji pomocnika, zawodnik Cavalry FC. W latach 2007–2017 reprezentant Kanady.

## Kariera klubowa
Ledgerwood karierę rozpoczynał w 2002 roku w zespole Calgary Storm z A-League. W 2004 trafił do rezerw niemieckiego klubu TSV 1860 Monachium. 1 lipca 2006 został włączony do jego pierwszej drużyny, grającej w 2. Bundeslidze. W lidze tej zadebiutował 20 stycznia 2006 na stadionie Allianz Arena (Monachium) w zremisowanym 0:0 pojedynku z LR Ahlen, rozegrał całe spotkanie.
1 stycznia 2007 został wypożyczony do Wackera Burghausen, także grającego w 2. Bundeslidze. 13 maja 2007 na stadionie Georg-Melches-Stadion (Essen) w zremisowanym 1:1 spotkaniu z Rot-Weiss Essen strzelił pierwszego gola w tych rozgrywkach. 30 czerwca 2007 Ledgerwood wrócił do TSV, spędził w nim jeszcze 2 lata.
1 lipca 2009 przeszedł do zespołu FSV Frankfurt, również występującego w 2. Bundeslidze. Pierwszy ligowy mecz zaliczył tam 14 sierpnia 2009 na stadionie Sportpark Ronhof (Fürth) przeciwko SpVgg Greuther Fürth (0:4). W FSV grał przez rok. W 2010 podpisał dwuletni kontrakt z trzecioligowym klubem SV Wehen. W latach 2012–2014 był zawodnikiem szwedzkiego klubu Hammarby IF z Superettan. Następnie grał w niemieckich drużynach MSV Duisburg i Energie Cottbus.
W dniu 12 stycznia 2016 podpisał kontrakt z FC Edmonton z North American Soccer League. Ledgerwood spędził dwa sezony w FC Edmonton, zanim klub zaprzestał działalności po sezonie 2017. 1 stycznia 2018 Ledgerwood podpisał kontrakt z Calgary Foothills FC z USL League Two. W wywiadzie na temat tej decyzji Ledgerwood wskazał, że podpisanie umowy dotyczyło uruchomienia kanadyjskiej Premier League w 2019, a także jego kariery po meczu.
W listopadzie 2018 zaprezentowano Ledgerwooda wraz z Sergio Camargo jako pierwsze nabytki Cavalry FC przed inauguracyjnym sezonem kanadyjskiej Premier League.

## Kariera reprezentacyjna
Ledgerwood reprezentował Kanadę w kategoriach: U-17, U-20 oraz U-23. Wraz z drużyną U-20 w 2003 oraz w 2005 uczestniczył z Mistrzostwach Świata.
W seniorskiej reprezentacji Kanady zadebiutował 22 sierpnia 2007 na stadionie Laugardalsvöllur (Reykjavík, Islandia) w zremisowanym 1:1 towarzyskim pojedynku z Islandią. W tym samym roku został powołany do kadry na Złoty Puchar CONCACAF. Nie zagrał jednak na nim ani razu, a Kanada zakończyła turniej na półfinale.
W 2011 roku Ledgerwood ponownie znalazł się w zespole na Złoty Puchar CONCACAF.